# Non riattaccare (film)
Non riattaccare è un film del 2024 diretto da Manfredi Lucibello, ispirato all'omonimo romanzo di Alessandra Montrucchio.
Il film è stato presentato in concorso al Torino Film Festival 2023 nella sezione lungometraggi, venendo premiato per l'interpretazione attoriale di Barbara Ronchi.

## Trama
Irene riceve una chiamata dal suo ex compagno Pietro in piena pandemia di COVID-19 in Italia. Non lo sente da mesi e, dalle sue parole confuse che lasciano presagire qualcosa di brutto, comincia una corsa contro il tempo per raggiungerlo prima che commetta un atto disperato senza mai riattaccare il telefono.

## Promozione
Il film è stato presentato in anteprima nel corso del Torino Film Festival 2023. Il film è stato inoltre presentato al Raindance Film Festival di Londra   e al Biografilm Festival. Il  trailer del film è stato reso disponibile l'11 giugno 2024.

## Distribuzione
Il film è stato distribuito nelle sale cinematografiche italiane a partire dall'11 luglio 2024.

## Accoglienza
Il film è stato accolto con recensioni generalmente favorevoli da parte della critica cinematografica.
Gianni Canova esalta la recitazione di Barbara Ronchi: «Un’interpretazione intensa e coinvolgente. Una prova magistrale».
Lorenzo Martini di Ciak riporta che il film abbia «la capacità di riportarci nel pieno dell’atmosfera del primo lockdown, rarefatta e insieme claustrofobica», trovandovi nella regia un «taglio originale», associandolo a Locke di Steven Knight e L'amore di Roberto Rossellini. Il giornalista rimane piacevolmente colpito dalla recitazione di Santamaria e Ronchi, quest'ultima capace di «valorizzare i momenti di massima tensione e consentendogli di superare quelli in cui la trama non riesce a stupire». Valentina Di Nino scrive che il regista «firma un noir atipico, che con pochissimi elementi riesce a tenere alta la tensione», trovando criticità nella «dilatazione eccessiva dell’azione e conversazione», che tuttavia non scalfisce la «tensione psicologica».
Ha incassato 29.800 euro in Italia

## Riconoscimenti
Torino Film Festival
- 2023 – In concorso nella sezione lungometraggi
- 2023 – Menzione speciale per l'interpretazione a Barbara Ronchi